# Asociación Tunecina de Mujeres Demócratas
La Asociación Tunecina de Mujeres Demócratas es una asociación feminista tunecina fundada en 1989 han desempeñado un rol clave la defensa de los derechos de las mujeres en este país.

## Historia
En los años 1970 y 1980, un círculo de reflexión y de debate feminista se constituyó en el seno del Club Tahar Haddad, con el apoyo de Jalila Hafsia,
La Asociación Tunecina de Mujeres Demócratas fue constituida oficialmente el 6 de agosto de 1989. Se declara independiente del poder, y lo critica en relación con sus concesiones a los islamistas, sobre la falta de democracia y sobre los derechos de las mujeres, reivindicando el estatus de las mujeres en Túnez según los estándares internacionales definidos en la Convención sobre la eliminación de todas las formas de discriminación a la consideración de las mujeres, a pesar de que el Código del estatuto personal promulgado en la independencia en 1956 había constituido cuando se promulgó en una ley avanzada según los estándares del mundo árabe.
En 1993, la asociación creó un centro de apoyo para las mujeres víctimas de violencia. En 2004, la asociación logra una ley sobre acoso sexual. La asociación tuvo también un especial protagonismo en la revolución tunecina de 2011 y en los acontecimientos posteriores luchando para que en las listas se respetara la paridad entre hombres y mujeres en la elección de la asamblea constituyente, y para que en las posteriores elecciones legislativas se garantice la igualdad de los géneros.
En 2012 fueron distinguidas con el Premio Simone de Beauvoir para la libertad de las mujeres.

## Presidentas de la asociación

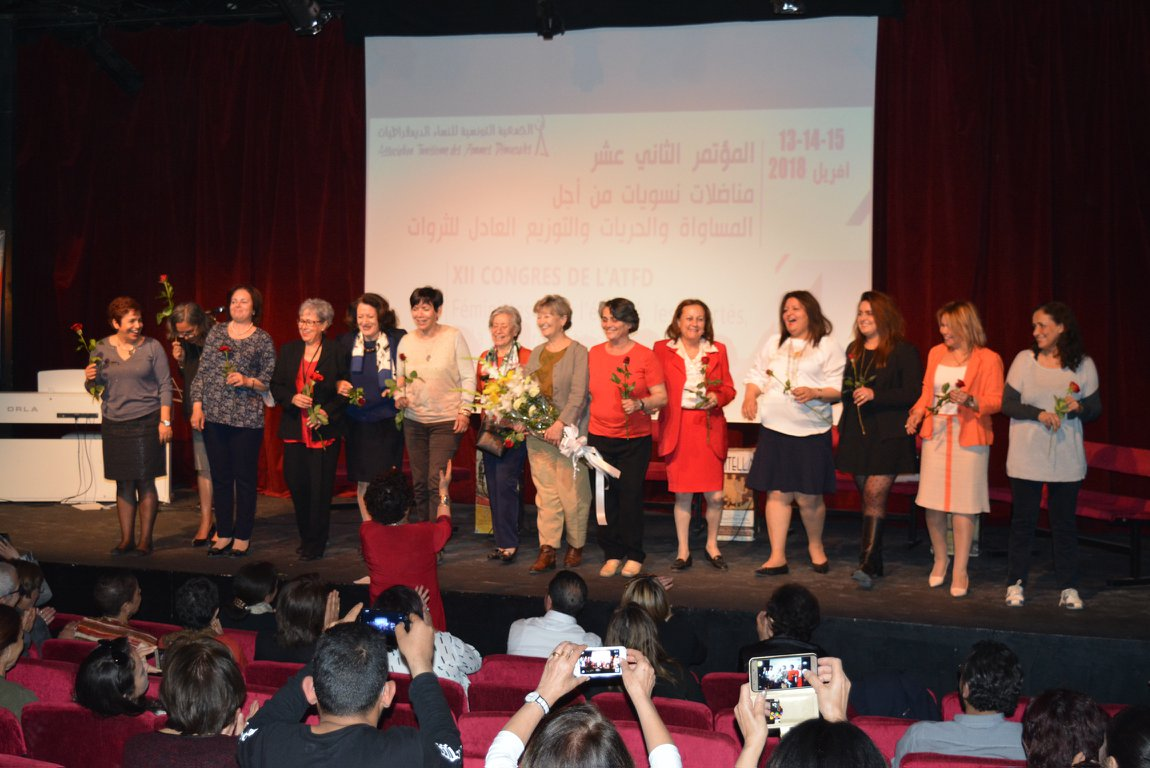
12.º congreso de la Asociación tunisienne de las mujeres demócratas, el 13 de abril de 2018 en Túnez.

La asociación ha tenido como presidenta a la socióloga Khadija Chérif, por otro lado secretaria general de la Federación Internacional por los Derechos Humanos de la cual la Asociación Tunecina de Mujeres Demócratas es miembro; Ahlem Belhadj, jefa del servicio de psiquiatría infantil del hospital de Túnez; la abogada Bochra Belhaj Hmida; la profesora de derecho Sana Ben Achour; Safia Farhat, pionera en las artes plásticas en Túnez; la profesora de medicina Habiba Zéhi Ben Romdhane; la pediatra Saïda Rached, la professeure de derecho Monia Ben Jemia y la abogada Yosra Frawes.